# Почтовые индексы в Беларуси

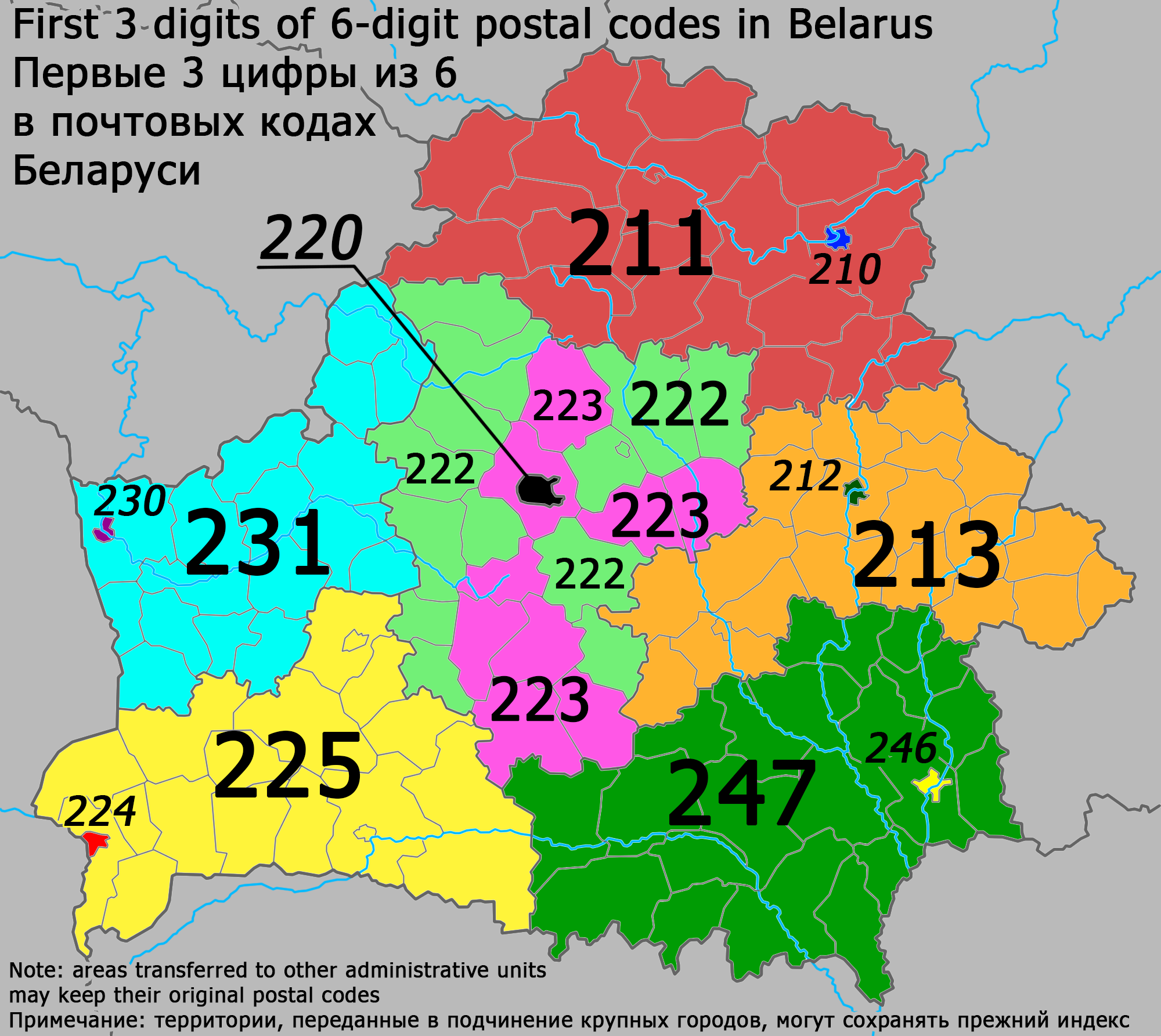
Карта первых трёх цифр в почтовых индексах

Почтовые индексы в Республике Беларусь представляют собой систему шестизначных цифровых кодов, которая унаследована со времён СССР и продолжает использоваться для почтовой индексации на территории Беларуси.

## Описание
Белорусская система почтовых индексов не претерпела существенных изменений по сравнению с советской эпохой: первые три цифры индекса соответствуют области, следующие три — номеру почтового отделения в ней.

## Регионы и коды
| Первые цифры индекса | регион              |
| -------------------- | ------------------- |
| 220                  | Минск               |
| 224, 225             | Брестская область   |
| 210, 211             | Витебская область   |
| 246, 247             | Гомельская область  |
| 230, 231             | Гродненская область |
| 220, 222, 223        | Минская область     |
| 212, 213             | Могилёвская область |

Главпочтамт в Минске имеет индекс 220050.